# Bérénice Thom
Bérénice Thom (* 25. April 1980 in Wesel) ist eine deutsche Juristin, Vorsitzende Richterin am Landgericht Düsseldorf und Richterin am Einheitlichen Patentgericht.

## Leben
Bérénice Thom studierte Rechtswissenschaft an der Universität Trier. Dort wurde sie 2009 mit einer Dissertation über Ähnliche geschäftliche Kontakte i. S. v. § 311 Abs. 2 Nr. 3 BGB zum Doktor der Rechte promoviert. Nach den juristischen Staatsexamen war seit 2009 Rechtsanwältin in einer im Patentrecht spezialisierten Kanzlei. 2011 trat sie in den richterlichen Dienst des Landes Nordrhein-Westfalen und war ab 2013 in den Patentstreitkammern des Landgerichts Düsseldorf tätig. Im August 2021 wurde sie Vorsitzenden Richterin am Landgericht in Düsseldorf und leitet seitdem (als Nachfolgerin von Tim Crummenerl) eine der für Patentstreitsachen zuständigen Zivilkammern.
Ihre Auswahl zur Richterin am Einheitlichen Patentgericht und die Zuweisung zur Lokalkammer Düsseldorf wurden am 19. Oktober 2022 bekannt gegeben. Sie ist ab dem Wirksamwerden des internationalen Übereinkommens zur Schaffung des Einheitlichen Patentgerichts ernannt worden.

## Veröffentlichungen
Ähnliche geschäftliche Kontakte i. S. v. § 311 Abs. 2 Nr. 3 BGB als Voraussetzung für das Entstehen einer Sonderverbindung. Lang, Frankfurt am Main 2009, ISBN 978-3-631-58727-0 (Dissertation, Trier, 2009).